# Моя Удмуртия
Телерадиокомпания «Удмуртия» — вещательная организация Удмуртской Республики в форме государственного унитарного предприятия. ТРК Моя Удмуртия является сетевым партнёром телеканала ОТР (Ежедневно с 07:00 до 08:00 и с 18:00 до 19:00).
Позиционирует себя как «главный медиаресурс республики». Область вещания телеканала и радио ограничивается территорией Удмуртии, а также прилегающими к ней районами Татарстана, Башкортостана, Кировской области, Пермского края.

## Основные медийные ресурсы
- телеканал «Удмуртия» (вещание в кабельных и спутниковых сетях и через Интернет)
- радио «Моя Удмуртия»
- сайт «Моя Удмуртия»

## История
- 2 ноября 2001 года Правительство Удмуртской Республики подписало Постановление о создании ГУП УР ТРК «Удмуртия». Это стало юридическим основанием для создания телеканала и радио «Моя Удмуртия».
- Цель компании — развитие телерадиосети в республике. Для этого с 2000 года ведётся активная работа по строительству телекоммуникаций, которые обеспечат подачу качественного телевизионного и радиосигнала в любой населенный пункт республики. В частности, развитие республиканской системы ретрансляторов, радиорелейной сети между районами республики и проведение волоконно-оптических линий связи.
- Телеканал «Моя Удмуртия» начал вещание 1 октября 2002 года. Первым сетевым партнёром стал московский телеканал РЕН ТВ. С 1 февраля 2009 года по 31 мая 2019 года «Моя Удмуртия» вещала совместно с питерским Пятый Канал. После перехода на цифровое вещание — с 29 ноября 2019 года в рамках региональных врезок на канале ОТР ежедневно с 07:00 до 08:00 и с 18:00 до 19:00.
- Первый эфир радио «Моя Удмуртия» состоялся 3 ноября 2003 года. Ставка была сделана на информационное вещание на двух языках — русском и удмуртском. С 1 сентября 2008 года радио «Моя Удмуртия» вещает круглосуточно. На частотах в FM-диапазоне получили возможность работать и районные радиостанции.
- 27 октября 2015 года был запущен круглосуточный телеканал «Удмуртия»[2].

## Вещание
С 2000 года ведётся активная работа по строительству телекоммуникаций, обеспечивающих подачу качественного телевизионного и радиосигнала в любой населенный пункт республики. Кроме этого, ТРК «Удмуртия» — оператор связи, динамично развивающий собственную телерадиовещательную и телекоммуникационную сеть на всей территории Удмуртской Республики. Возможно предоставление услуг связи (потоки передачи данных Е1).
Сегодня вещание телеканала и радио ведётся на всей территории Удмуртии, а также в граничащих с республикой районах Татарстана, Башкирии, Кировской области и Пермского края.
Центр вещания — Ижевск. На частотах в FM-диапазоне получили возможность работать и районные радиостанции. Благодаря Республиканской программе развития эфирного радио, все 25 студий местного радиовещания оснащены современной техникой.
Телевизионное вещание
Территория охвата:
- 2002 года — Глазов, Сарапул, Воткинск, Балезино, Камбарка, Кизнер и прилегающие районы. Потенциальная аудитория на момент начала вещания (1 октября 2002 года) составляла 383 тысячи человек (24 % всего населения Удмуртии).
- 2003 года Начинается телевещание в поселке Кез, Грахово, Дебесах, Алнашах, Можге
- 2004 г. К списку населённых пунктов, принимающих сигнал телеканала «Моя Удмуртия» прибавился Яр.
- 2005 г. Введены в эксплуатацию объекты в поселке Ува и Каракулино.
- 2006 г. Построены объекты в Юкаменском, Красногорском, Селтах, Сюмсях, Вавоже, Киясове.

По состоянию на 1 января 2007 г. телеканал «Моя Удмуртия» принимают 18 городов и районных центров Удмуртии и их прилегающие территории. Телеканал оснащён современным цифровым оборудованием (единственным в Удмуртии), располагает цифровой радиорелейной связью с высоким качеством передачи сигнала, а также волоконно-оптическими линиями связи.
- 2007 г. Осуществлено строительство ТВ-передатчиков в Шаркане и Игре. Началось телевещание в Вавоже, Селтах и Киясове. Таким образом, охват вещанием приблизился к 100 % территории Удмуртии.

Также, была приобретена Передвижная телевизионная станция, благодаря чему стали возможными прямые трансляции с таких значимых событий как Торжественная церемония, посвященная 200-летию Ижевского оружия и 60-летию автомата Калашникова (3 августа 2007 г.), Освящение Свято-Михайловского Собора
(5 августа 2007 г.), культурно-спортивный праздник «Навеки с Россией», посвященный 450-летнему юбилею вхождения Удмуртии в состав Российского государства (17 сентября 2008 г.).
- 2008 г. Построены радиовещательные башни в селах Сюмси и Дебесы, также в поселке Яр. На эти же вышки перенесено телерадиовещательное оборудование ТРК «Моя Удмуртия» с арендованных вышек.

Построены две промежуточные радиорелейные станции в Шарканском районе в селе Зюзино, в Воткинском районе деревне Кудрино.
По состоянию на 1 ноября 2008 телеканал «Моя Удмуртия» установлены 23 передатчика, которые охватывают все 25 районных центров Удмуртии и их прилегающие территории. Телеканал оснащён современным цифровым оборудованием (единственным в Удмуртии), располагает цифровой радиорелейной связью с высоким качеством передачи сигнала, а также волоконно-оптическими линиями связи.
- 2009 г. проведено строительство новой радиорелейной линии — для того, чтобы жители всей республики могли принимать телеканал и радио «Моя Удмуртия» с хорошим качеством.

Круглосуточный канал «Удмуртия» вещает в кабельных сетях (Ростелеком, Дом.ру, МТС и Гарант-Телесити), у спутниковых операторов «Триколор ТВ» и «Телекарта». В интернете прямой эфир осуществляется на сайте канала, а также на платформе «Яндекс. Эфир».
Радиовещание
Развитие сети радиовещания в Удмуртии осуществлялось согласно «Республиканской целевой программе развития сети эфирного радиовещания». Её исполнитель — ГУП УР "ТРК «Удмуртия». Программа была выполнена и закрыта в 2006 году. Последний объект был введен в эксплуатацию в селе Юкаменское. На сегодня все населенные пункты республики могуть слушать радио «Моя Удмуртия», а районные радиостанции — вещать на этих частотах, так же ведется онлайн-радиотрансляция и онлайн-телетрансляция из студии в сети Интернет.
Осенью 2012 г. начал онлайн-радиотрансляцию новый медиаресурс «Udmurt Online Radio» — онлайн-радио на удмуртском языке.
Частоты радио «Моя Удмуртия» (частота указана в МГц):
- Ижевск — 100,1
- Воткинск — 99,1
- Глазов — 102,3
- Можга — 102,1
- Сарапул — 99,4
- Алнаши — 98,9
- Балезино — 104,2
- Вавож — 99,3
- Грахово — 100,0
- Дебесы — 101,6
- Игра — 102,7
- Камбарка — 102,9
- Каракулино — 99,0
- Кез — 104,8
- Кизнер — 102,9
- Киясово — 98,6
- Красногорское — 102,8
- Малая Пурга — 99,6
- Малягурт — 102,0
- Селты — 99,7
- Сюмси — 103,5
- Ува — 98,8
- Шаркан — 102,1
- Юкаменское — 101,5
- Якшур-Бодья — 99,5
- Яр — 101,2

## Руководители
- С 2002 года "Телерадиовещательную компанию «Удмуртия» — телеканал и радио «Моя Удмуртия» возглавляла Татьяна Боталова. С 13 января 2006 года г-жа Боталова заняла место руководителя аппарата Администрации Ижевска Анатолия Бельцева. С тех пор её обязанности исполнял её заместитель Николай Рожков.
- 17 июля 2006 года на заседании Президиума Правительства Удмуртской Республики был назначен руководителем Николай Тимофеевич Рожков[3].
- Затем должность директора занимал Вахрушев Игорь Александрович.
- В настоящее время директором является Городилова Марина Эдуардовна.

## Список передач

###### Актуальные
1. Информационные:
  1. Новости
  2. Иворъёс (удм. Новости)
  3. Территория спорта — дайджест главных спортивных событий Удмуртии.
  4. Экспертное мнение
  5. Специальный репортаж — телевизионный обзор социально-важных тем, требующих повышенного общественного внимания и оперативного контроля органов власти.
2. Публицистические
  1. Люди дела — цикл программ о людях, которые достигли больших высот в своей профессии.
  2. Этника — просветительская программа, в которой молодёжь рассказывает о народах, проживающих в Удмуртии. Передача создана по заказу Министерства национальной политики Удмуртии.
  3. Кто мы? — телеочерк, рассказывающий о темах, которые в своё время всколыхнули общество, о людях, которые оставили яркий след не только в жизни удмуртского народа.
  4. Право на счастье — реальные истории о новых возможностях: для создания большой семьи, бесплатного обучения и работы по призванию. Чем может помочь жителям республики национальный проект «Демография»? Цикл программ готовится при содействии Минсоцполитики и Минздрава Удмуртии, Министерства Здравоохранения Удмуртии
  5. Спасибо, доктор! — передача о здоровье и о спасённых жизнях, о врачах по призванию, которые берут на себя ответственность за исход сложнейших операций. Их мастерство и вера помогают выжить.
  6. Закон и время — обзорная программа о криминогенной ситуации в республике с акцентом на расследовании резонансного уголовного дела от факта преступления до вынесения приговора. Концепция проекта основывается на идее неотвратимости наказания за совершённое преступление. Расследование уголовного дела приводит к закономерному результату — судебному приговору. Цикл программ готовится к эфиру при содействии МВД по Удмуртской Республике.
  7. Сквозь судьбы — программа об известных в республике деятелях культуры и искусства, о том, как они добивались успеха, с чем столкнулись на своём пути.
  8. Безнең вакыт ( (татар.) — «Наше время») — программа рассказывает о значимых событиях в жизни татарской и башкирской общественности республики. Традиции, культура, литература и духовная жизнь — обо всем этом в постоянных рубриках. Интервью со знаменитыми любимыми артистами татарской эстрады.
3. Развлекательные
  1. Стань звездой телеэкрана!
  2. По соседству — реалити-шоу. Продолжатель традиций знаменитого «По соседству мы живём». Четверо главных героев (представители разных народов) попадут в удмуртскую деревню Быги — столицу финно-угорского мира. Их ожидает глубокое погружение в быт и уклад, переплавка и закалка. Культурные коллизии гарантированы, испытания неизбежны, но добро и дружба, как всегда, победят.
4. Детские
  1. Күңелле кыңгырау (тат. Весёлый колокольчик) — детская передача на татарском языке.
  2. Шудон корка (удм. Игровой дом) — детская передача на удмуртском языке.
  3. «Пичи шоу» — конкурс среди талантливых детей и детских коллективов республики.
  4. Шутя-любя — развлекательно-познавательная программа для школьников.

###### Архивные
- Информационные:

1. В центре внимания
2. Госсовет Удмуртии в действии
3. Малы ке шуоно (удм. Потому что…) — информационно-аналитическая программа на удмуртском языке.
4. Спортивный интерес
5. Прямая линия с Президентом Удмуртии
6. Новости на татарском языке
7. Ижевское время

- Публицистические:
  1. «Поехали» с Сергеем Даниловым — программа об автомобилях, рыбалке.
  2. Землячество
  3. Редкие кадры
  4. Эра милосердия — программа благотворительного фонда «Эра милосердия» ведёт сбор средств для людей, оказавшихся в трудной жизненной ситуации.
  5. Безопасный маршрут

- Развлекательные
  1. Вернисаж
  2. Ӟечкыласьком! Поздравляем!
  3. Ассорти от шуриков
  4. По соседству мы живём — реалити-шоу
  5. Свети дорын куноын (удм. В гостях у Светы) — познавательно-развлекательная программа для семейного просмотра с элементами ток-шоу.
  6. Чечым (удм. Вкусняшки) — познавательно-развлекательная программа об удмуртской кухне.
  7. Рыбацкие реалии — еженедельный телепроект, в котором автор показывает все хитрости рыбацкого мастерства, маститые рыбаки делятся секретами удачной охоты на водоплавающих, а телезрители записывают названия снастей-новинок.
  8. Мята — молодёжная программа о разных профессиях.
  9. Большое путешествие — туристический видео-гид по просторам и уголкам малой родины.
  10. Госпожа у дачи
- Детские:
  1. Алиса Дыртыны курыса (удм. Алиса спешит на помощь)
  2. Секретики
  3. «Огыр бугыр» (удм. «Встряска») — познавательно-развлекательная программа на удмуртском языке.

## Награды
- «ТЭФИ-Регион» 2004, — первое место в номинации «Телевизионный документальный фильм» за телеочерк Льва Вахитова «Солнечный зайчик: художник Менсадык Гарипов»[4]
- «ТЭФИ-Регион» 2006, номинации «Развлекательная программа» — Комикс-группа «Шурики» фильм «Назад в будущее»[5]
- Живое слово
- Национальная премия «Радиомания»: три диплома победителя в номинациях «Информационная программа» за программу «Ижевск-Бонн. Прямая связь», «Лучшее оформление эфира» и «Ведущий программы».

## Критика
Являясь государственной, телерадиокомпания часто обвиняется в проправительственной предвзятости и избирательности в освещении новостей республики.

«Не припомню ни одного случая, чтобы телерадиокомпания «Моя Удмуртия» дала репортаж с места наших массовых акций, предоставила слово организаторам, рассказала о наших требованиях».— «Новая газета» № 144 от 22 декабря 2010 г., комментарий  председателя Координационного совета гражданских действий Удмуртской Республики Андрея Коновала